# Premna nitida
Premna nitida là một loài thực vật có hoa trong họ Hoa môi. Loài này được K.Schum. miêu tả khoa học đầu tiên năm 1889.